# Holeby (plaats)
Holeby  is een plaats en voormalige gemeente in Denemarken.

## Voormalige gemeente
De oppervlakte van de gemeente bedroeg 116,07 km². De gemeente telde 3982 inwoners waarvan 2033 mannen en 1949 vrouwen (cijfers 2005).
Na de herindeling van 2007 werden de gemeentes Holeby, Højreby, Maribo, Nakskov, Ravnsborg, Rudbjerg en Rødby samengevoegd tot de gemeente Lolland.

## Plaats
De plaats Holeby telt 1653 inwoners (2007). De plaats ligt aan weg 297.
- Library of Congress Control Number: n78043460
- Nationale Bibliotheek van Israël: 987007545643005171
- Virtual International Authority File: 124314520
- WorldCat: E39PBJB4dPvYCBb3pHQvfHgHYP